# Lista de bairros de Presidente Prudente
Esta é uma lista de bairros de Presidente Prudente, estado de São Paulo, Brasil.
- ameliopolis
- Aeroporto
- Ana Jacinta[1]
- Bosque
- Bosque Itaju
- Brasil Novo
- Cecap
- Centro
- Central Park
- Chácara do Macuco
- Chácara Guerner
- Chácara São Luís
- Chácaras Azáleas
- Cidade Jardim
- Cidade Universitária
- Cohab
- Conjunto Chácara Marisa
- Conjunto Habitacional Alcides Perez Videira
- Conjunto Habitacional Ana Jacinta
- Conjunto Habitacional Augusto de Paula
- Conjunto Habitacional Ifigênia Dionísio da Silva
- Conjunto Habitacional Eme Antonio Pioch Fontolan
- Conjunto Habitacional Jardim Humberto Salvador
- Conjunto Habitacional Parque José Rotta[1]
- Distrito Industrial Gramado
- Entidade
- Floresta do Sul[2]
- Jardim Alto da Boa Vista
- Jardim América[1]
- Jardim Antuérpia
- Jardim Aquinópolis
- Jardim Augusto de Paula
- Jardim Aviação
- Jardim Balneário
- Jardim Barcelona
- Jardim Bela Daria
- Jardim Bela Vista
- Jardim Belo Horizonte
- Jardim Bongiovani
- Jardim Brasília
- Jardim Caiçara
- Jardim Califórnia
- Jardim Cambuci
- Jardim Cambuí
- Jardim Campo Belo
- Jardim Cinqüentenário
- Jardim Carandá
- Jardim Cobral
- Jardim Colina
- Jardim das Hortênsias
- Jardim das Rosas
- Jardim dos Pioneiros
- Jardim Duque de Caxias
- Jardim Eldorado
- Jardim Esplanada
- Jardim Estoril
- Jardim Europa
- Jardim Everest
- Jardim Guanabara
- Jardim Icaraí
- Jardim Iguaçu
- Jardim Itaipu
- Jardim Itapura
- Jardim Itatiaia
- Jardim Jequitibá
- Jardim João Paulo II
- Jardim Leonor
- Jardim Maracanã
- Jardim Marupiara
- Jardim Mediterrâneo[1]
- Jardim Monte Alto
- Jardim Morada do Sol
- Jardim Morumbi
- Jardim Nova Planaltina
- Jardim Novo Bongiovanni
- Jardim Novo Planalto
- Jardim Ouro Verde
- Jardim Paraíso
- Jardim Paris
- Jardim Paulista
- Jardim Paulistano
- Jardim Petrópolis
- Jardim Planaltina
- Jardim Planalto
- Jardim Prudentino
- Jardim Regina
- Jardim Rio 400
- Jardim Sabará
- Jardim Santa Cecília
- Jardim Santa Clara
- Jardim Santa Elisa
- Jardim Santa Fé
- Jardim Santa Filomena
- Jardim Santa Marta
- Jardim Santa Mônica
- Jardim Santa Olga
- Jardim Santa Paula
- Jardim Santana
- Jardim São Bento
- Jardim São Domingos
- Jardim São Francisco
- Jardim São Gabriel
- Jardim São Geraldo
- Jardim São Luís
- Jardim São Paulo
- Jardim São Pedro
- Jardim Satélite
- Jardim Sumaré
- Jardim Tropical
- Jardim Vale do Sol
- Jardim Vale Verde
- Jardim Vale Verde II
- Jardim Vila Real
- jardim vista bonita
- Núcleo Bartholomeu Bueno de Miranda
- Montalvão
- Parque Alexandrina[1]
- Parque Alto Bela Vista
- Parque Alvorada
- Parque Bandeirantes
- Parque Castelo Branco
- Parque Cedral
- Parque das Cerejeiras
- Parque Furquim
- Parque Higienópolis
- Parque Imperial
- Parque do Povo
- Parque Jabaquara
- Parque Nova Alvorada
- Parque Primavera
- Parque Residencial Araki
- Parque Residencial Carandá
- Parque Residencial Damha
- Parque Residencial Damha II
- Parque Residencial Damha III
- Parque dos Passáros
- Parque Residencial Cervantes
- Parque Residencial Cervantes II
- Parque Residencial Francisco Belo Galindo
- Parque Residencial Funada
- Parque Residencial Jardins
- Parque Residencial Mediterrâneo
- Parque Residencial Nosaki
- Parque Residencial São Lucas
- Parque Residencial Vitória Régia
- Parque São Judas Tadeu
- Parque São Mateus
- Parque Shiraiwa
- Parque Watal Ishibashi
- Residencial Anita Tiezzi
- Residencial Beatriz
- Residencial Bela Vista[2]
- Residencial Cremonezi[2]
- Residencial Florenza
- Residencial Green Ville
- Residencial Gold Village
- Residencial III Milênio
- Residencial Itapuã
- Residencial Maré Mansa
- Residencial Monte Carlo
- Residencial Monte Rey
- Residencial Parque dos Girassóis
- Residencial Quinta das Flores
- Residencial São Marcos
- Residencial Universitário
- Residencial Vivenda
- Sítio São Pedro
- Tapajós[1]
- Vale das Parreiras
- Vila Angélica
- Vila Aristarcho
- Vila Áurea
- Vila Aurélio
- Vila Barbeiro
- Vila Boa Vista
- Vila Boscoli
- Vila Brasil
- Vila Centenário
- Vila Charlote
- Vila Claudia Glória
- Vila Comercial
- Vila Coronel Goulart
- Vila Cristina
- Vila Delger
- Vila do Estádio
- Vila Dubus
- Vila Elizabeth
- Vila Euclides
- Vila Flores
- Vila Formosa
- Vila Furquim
- Vila Geni
- Vila Glória
- Vila Guaíra
- Vila Haruo Uoya
- Vila Industrial
- Vila Iolanda
- Vila Iti
- Vila Jesus
- Vila Laíde
- Vila Lessa
- Vila Liberdade
- Vila Líder
- Vila Lúcia Itada
- Vila Luso
- Vila Machadinho
- Vila Malaman
- Vila Marcondes
- Vila Maria
- Vila Mariana
- Vila Marina
- Vila Maristela
- Vila Mathilde Vieira
- Vila Mendes
- Vila Mirian
- Vila Nova
- Vila Nova Prudente
- Vila Ocidental
- Vila Operária
- Vila Oriental
- Vila Paraíso
- Vila Paulo Roberto
- Vila Pinheiro
- Vila Prudente
- Vila Rainho
- Vila Ramos
- Vila Ramos de Freitas
- Vila Roberto
- Vila Rosa
- Vila Santa Helena
- Vila Santa Isabel
- Vila Santa Teresa
- Vila São Jorge
- Vila São Pedro
- Vila Tabajara
- Vila Tazitsu
- Vila Verinha